# Sandro Danelutti
Sandro Danelutti (Udine, 27 febbraio 1965) è un ex calciatore italiano, di ruolo centrocampista.

## Carriera
Nel 1983-1984, la sua prima stagione da professionista, ha giocato 8 partite in Serie A con la maglia dell'Udinese.
Successivamente ha militato in Serie B con la maglie di Bari e Triestina.
Allenatore di squadre giovanili

## Palmarès

### Club

#### Competizioni nazionali
- Coppa Italia Serie C: 1

Triestina: 1993-1994